# Eilema cucullata
Eilema cucullata là một loài bướm đêm thuộc phân họ Arctiinae, họ Erebidae.